# Norges Bank
Norges Bank er Norges centralbank. Den blev oprettet af Stortinget 14. juni 1816 og har som hovedopgave at sikre økonomisk stabilitet i Norge ved hjælp af pengepolitiske virkemidler.

## Norges Bank Investment Management
Norges Bank Investment Management (NBIM) er en afdeling i Norges Bank, som forvalter Statens pensjonsfond utland. NBIM havde i 2021 aktiver under forvaltning for 12.400 mia. norske kroner.

## Historie
Banken blev oprettet af det norske Storting i 1816, to år efter landets løsrivelse fra Danmark. Hovedsædet blev placeret i Trondheim og blev først i 1897 flyttet til Oslo. Under 2. verdenskrig blev bankens hovedsæde midlertidigt flyttet til London. I 1985 gik banken fra at være et aktieselskab (ejet 100% af staten ved lov af 8. juli 1949) til at være en egentlig statslig enhed, og i 2001 blev de sidste regionale afdelinger af banken i Norge nedlagt. Omvendt har Norges Bank etableret udenlandske afdelinger i London (2000) og Shanghai (2007).
Den norske regering har fastsat et inflationsmål for pengepolitikken rettet mod "lav og stabil" inflation. Det operative mål for banken er en årlig inflation på omkring 2 % (tidligere 2,5 %) over tid. Desuden skal pengepolitikken bidrage til at stabilisere udviklingen i produktion og beskæftigelse.

## Centralbankchefer
Følgende personer har haft stillingen som centralbankchef i Norges Bank.
- Karl Gether Bomhoff (1893-1920)
- Nicolai Rygg (1920-1940; fritstillet af regeringen 22. april 1940)
- Arnold Christopher Ræstad (1940–1945; udnævnt af regeringen 22. april 1940 og fulgte med til London)[3]
- Nicolai Rygg (1945–1946; genindsat efter befrielsen)[3]
- Gunnar Jahn (1946-1954)
- Erik Brofoss (1954-1970)
- Knut Getz Wold (1970-1985)
- Hermod Skånland (1985-1993)
- Torstein Moland (1994-1995)
- Kjell Storvik (1996-1998)
- Svein Gjedrem (1999-2010)
- Øystein Olsen (2011-2022)
- Ida Wolden Bache (2022-)